# Chagang
Chagang (en coreà: 자강도) és una província nord-coreana. La província va ser formada en l'any 1949 quan va ser separada de Pyongan del Nord. La seva capital és Kanggye.

## Geografia
La Província de Chagamg està localitzada en la part nord-oest de Corea del Nord. Limita pel nord amb Xina, per l'orient amb les províncies de Ryanggang i Hamgyong del Sud, per l'oest amb la província de Pyongan del Nord i pel sud amb la província de Pyongan del Sud. És la província més muntanyenca del país, tenint un 98% del seu territori en terreny muntanyenc.
La província té un clima diferent al de la península coreana, molt influenciat pel continent asiatico, amb ràpids increments de temperatura a la primavera i descensos molt forts d'aquesta a la tardor.
A la província també existeixen abundants rius i jaciments de molts minerals com a plom, zinc, or, molibdè, coure, tungstè, grafit, ferro, sent la regió una de les principals fonts de recursos per al país.

## Divisions administratives
Chagang està dividida en 3 ciutats i en 15 comtats.

### Ciutats
- Kanggye-si (강계시; 江界市)
- Huich'on-si (희천시; 熙川市)
- Manp'o-si (만포시; 滿浦市)

### Comtats
- Changgang-gun (장강군; 長江郡)
- Chasong-gun (자성군; 慈城郡)
- Chonchon-gun (전천군; 前川郡)
- Chosan-gun (초산군; 楚山郡)
- Chunggang-gun (중강군; 中江郡)
- Hwapyong-gun (화평군; 和坪郡)
- Kopung-gun (고풍군; 古豐郡)
- Rangrim-gun (랑림군; 狼林郡)
- Ryongrim-gun (룡림군; 龍林郡)
- Sijung-gun (시중군; 時中郡)
- Songgan-gun (성간군; 城干郡)
- Songwon-gun (송원군; 松原郡)
- Usi-gun (우시군; 雩時郡)
- Wiwon-gun (위원군; 渭原郡)
- Tongsin-gun (동신군; 東新郡)